# مانیوک
مانیوک یا کاساو (نام علمی: Manihot esculenta) گیاهی از تیره فرفیون است که بومی مناطق آمریکای جنوبی است و پس از کشف این قاره توسط اروپا به نقاط دیگر برده شد و برای تهیه دسر از آن استفاده می‌شود. ساکنان اولیه این قاره از آن به عنوان یکی از غذاهای اصلی خود استفاده می‌کردند. هم‌اکنون کشور نیجریه بزرگترین تولیدکنندهٔ این گیاه می‌باشد.
ریشه، برگ‌ها و پوست این گیاه نباید به‌طور خام استفاده شوند، و چنانچه به هنگام تهیه مراقبت نشود، می‌توانند به دلیل ایجاد مسمومیت، پیامدهای مرگ‌بار به همراه داشته باشند.

## نگارخانه

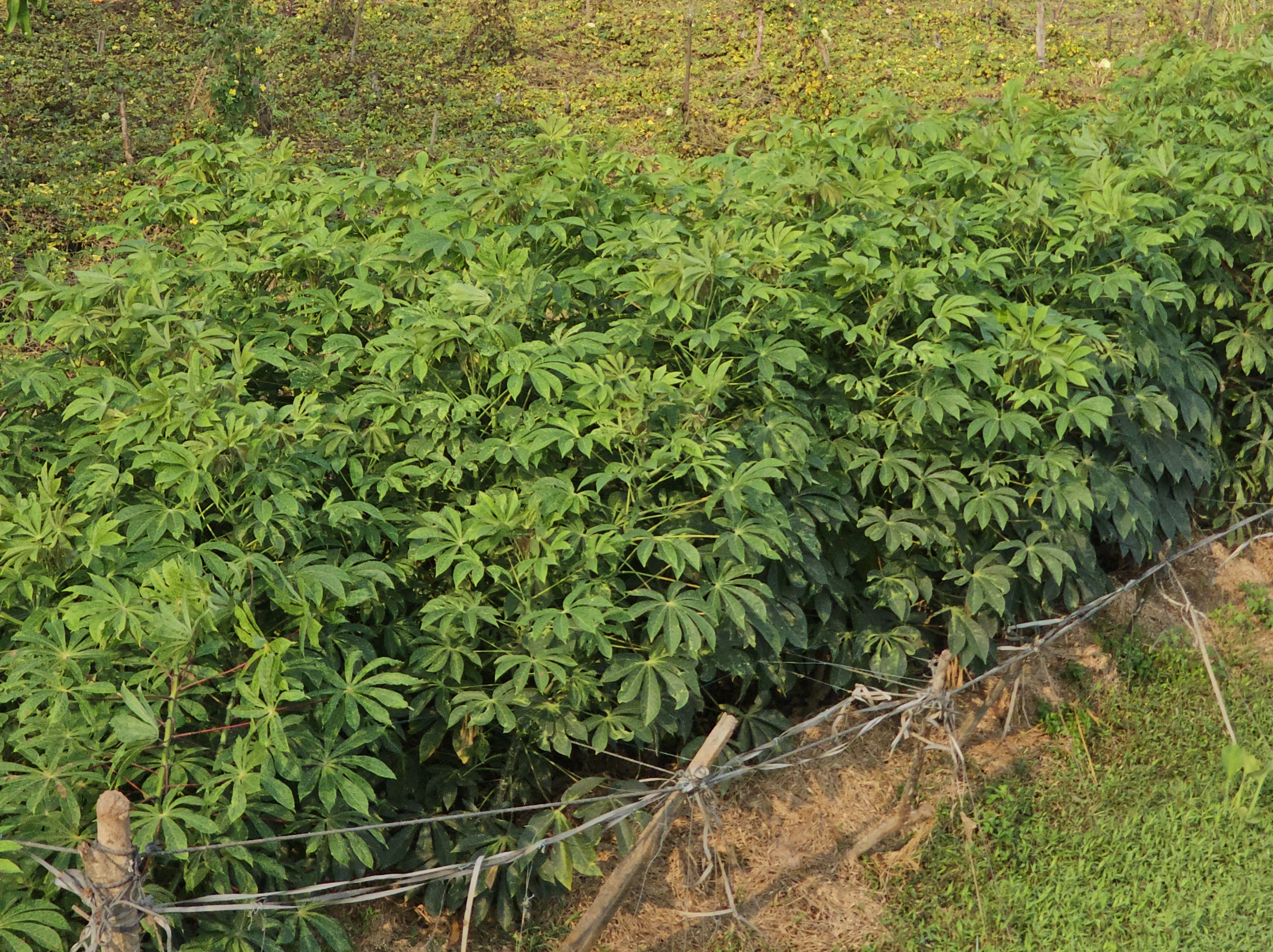
گیاه کاساوا
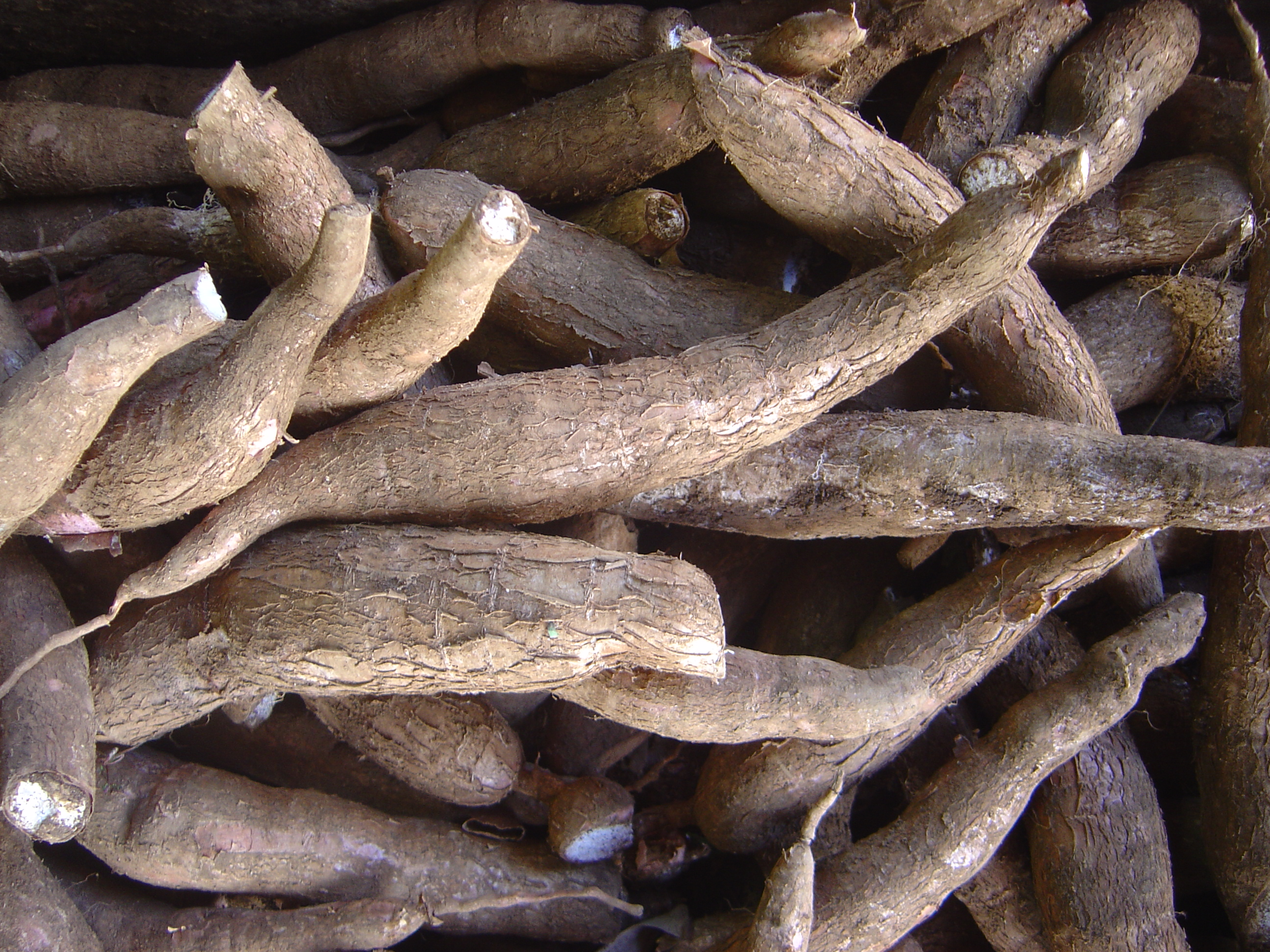
ریشه های غده ای فرآوری نشده
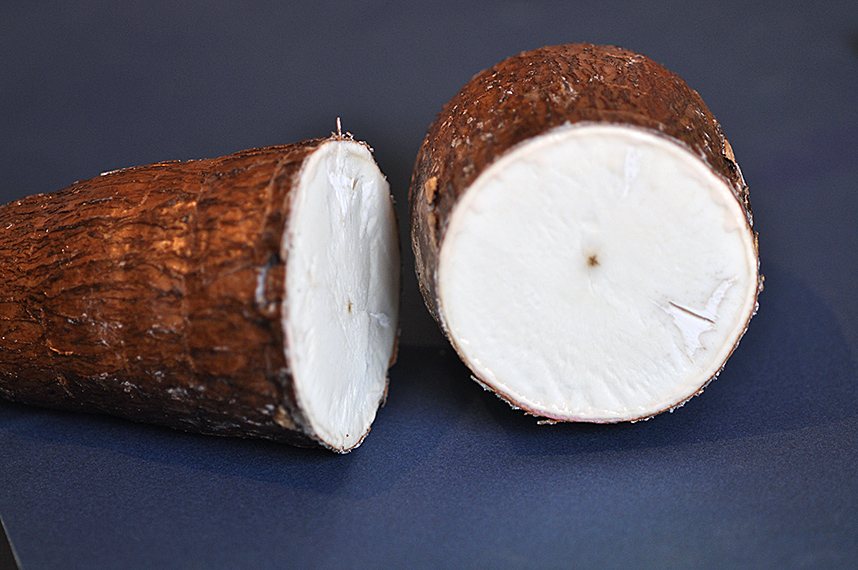
ریشه غده ای در مقطع عرضی
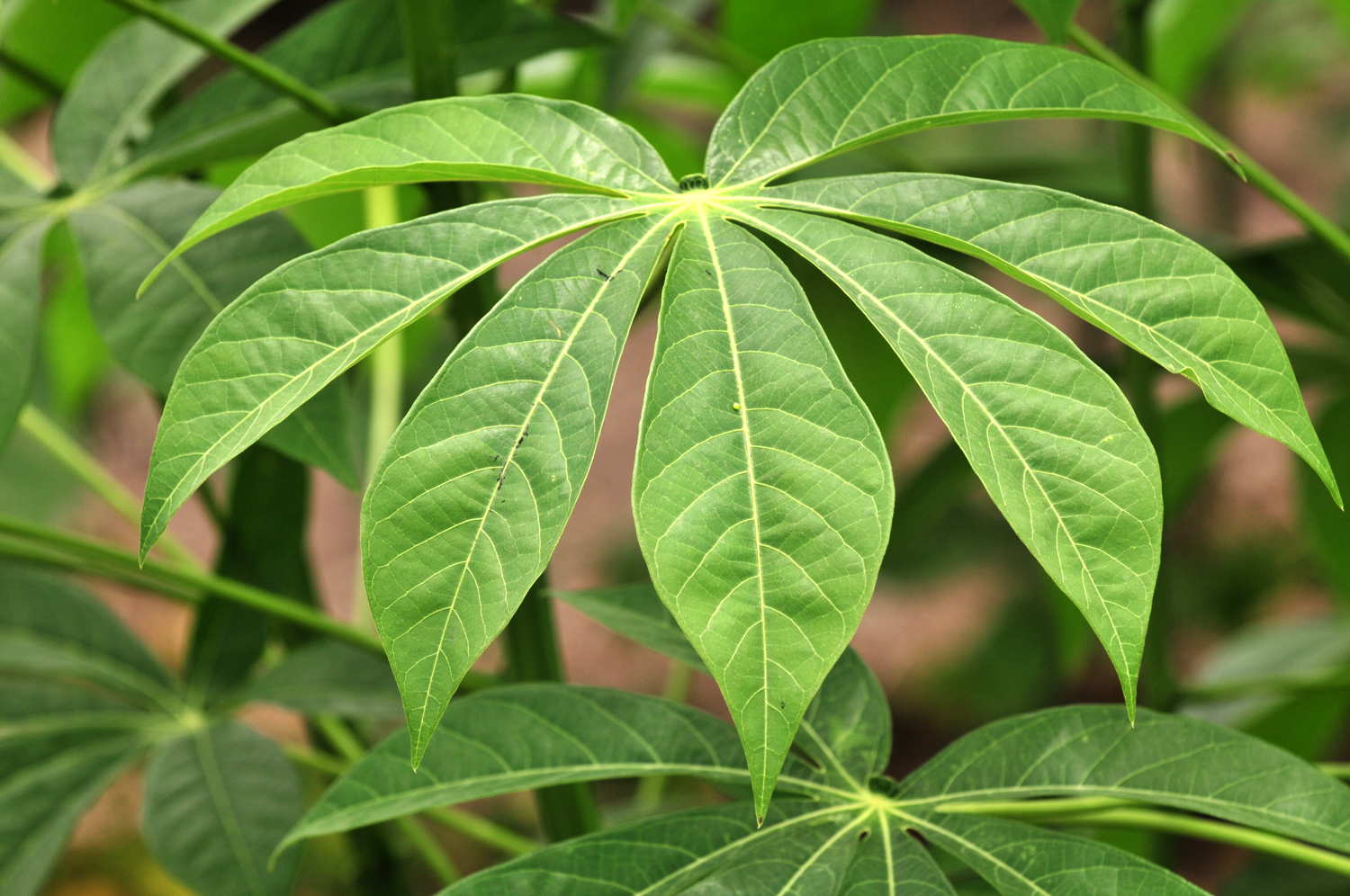
برگ گیاه کاساوا
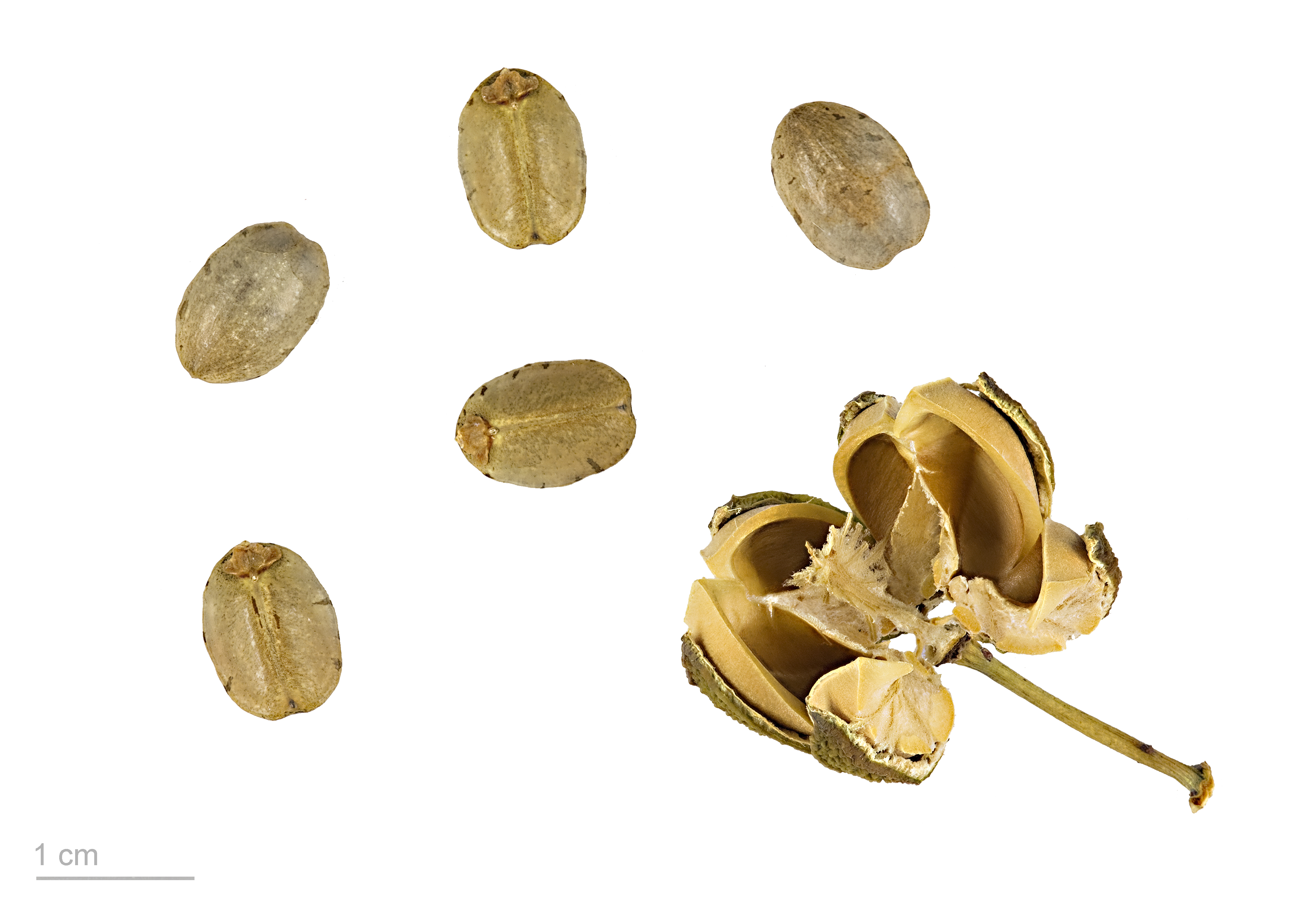
دانه های گیاه کاساوا